# Straßenausstattung

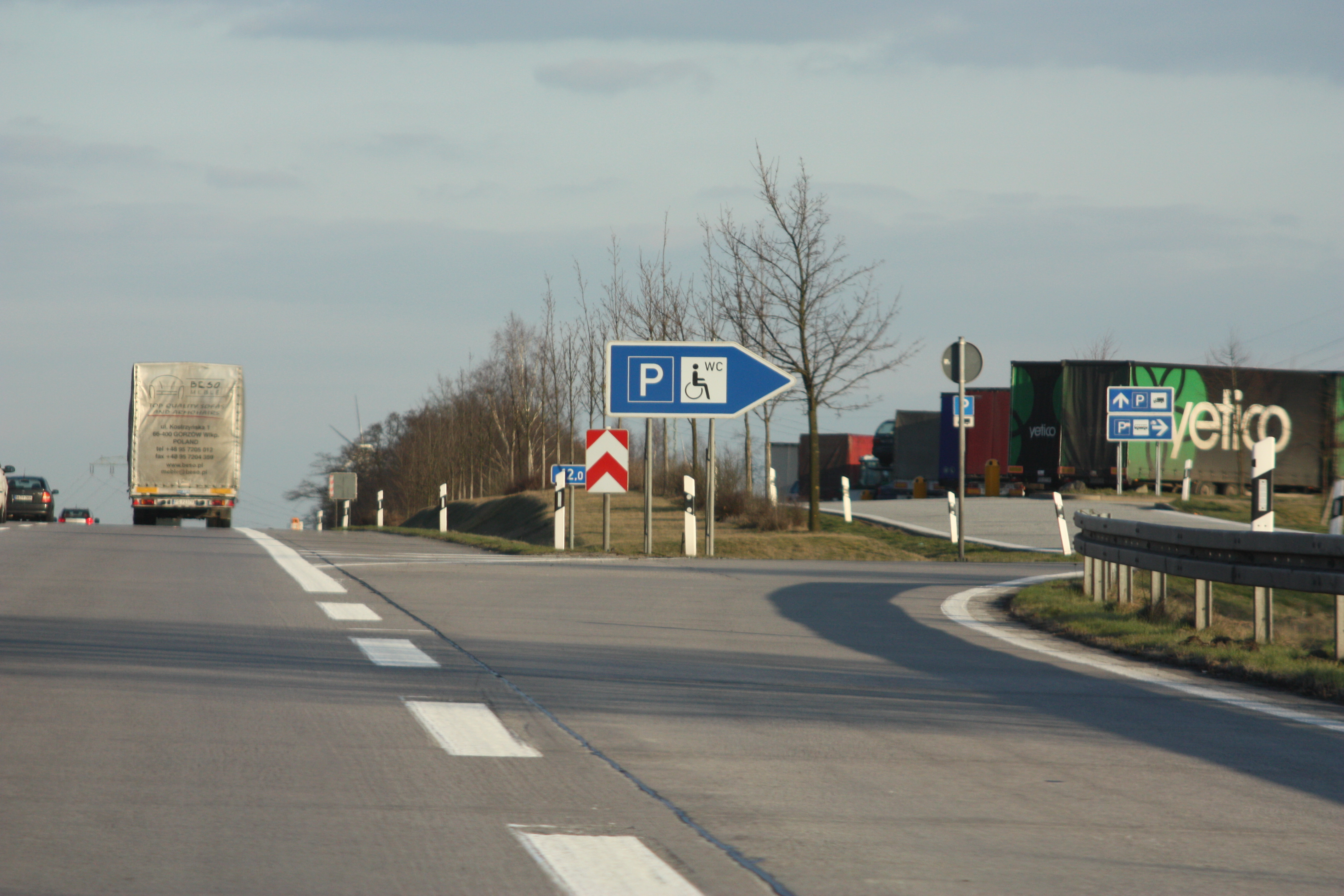
Verkehrszeichen, Fahrbahnmarkierung und Schutzplanken zählen zur Straßenausstattung.

Der Oberbegriff Straßenausstattung umfasst alle Einrichtungen und Maßnahmen an Straßen und Wegen, die der Regelung, Lenkung und Sicherung des Straßenverkehrs dienen. Gesetzliche Grundlage für die Straßenausstattung bilden sowohl amtliche Verordnungen, wie etwa die Straßenverkehrsordnung, als auch Straßenbauvorschriften. 

## Bestandteile
Zu den Bestandteilen der Straßenausstattung zählen im Allgemeinen:
- Verkehrsleiteinrichtung
- Verkehrszeichen
- Wegweisung (Straßenverkehr)
- Fahrbahnmarkierung
- Fahrzeugrückhaltesysteme
- Lichtzeichenanlagen
- Straßenbeleuchtung